# NGC 5777
NGC 5777 este o galaxie spirală situată în constelația Dragonul. A fost descoperită în 17 aprilie 1789 de către William Herschel. Se află la o distanță de 42,85 de megaparseci de Pământ.